# Les Bois d’Anjou
Les Bois d’Anjou – gmina we Francji, w regionie Kraj Loary, w departamencie Maine i Loara. W 2013 roku liczba ludności wynosiła 2571 mieszkańców.
Gmina została utworzona 1 stycznia 2016 roku z połączenia trzech wcześniejszych gmin: Brion, Fontaine-Guérin oraz Saint-Georges-du-Bois. Siedzibą gminy została miejscowość Fontaine-Guérin.